# Bourrée
Pour l’article ayant un titre homophone, voir bourré.
Cet article possède un paronyme, voir Bourret.

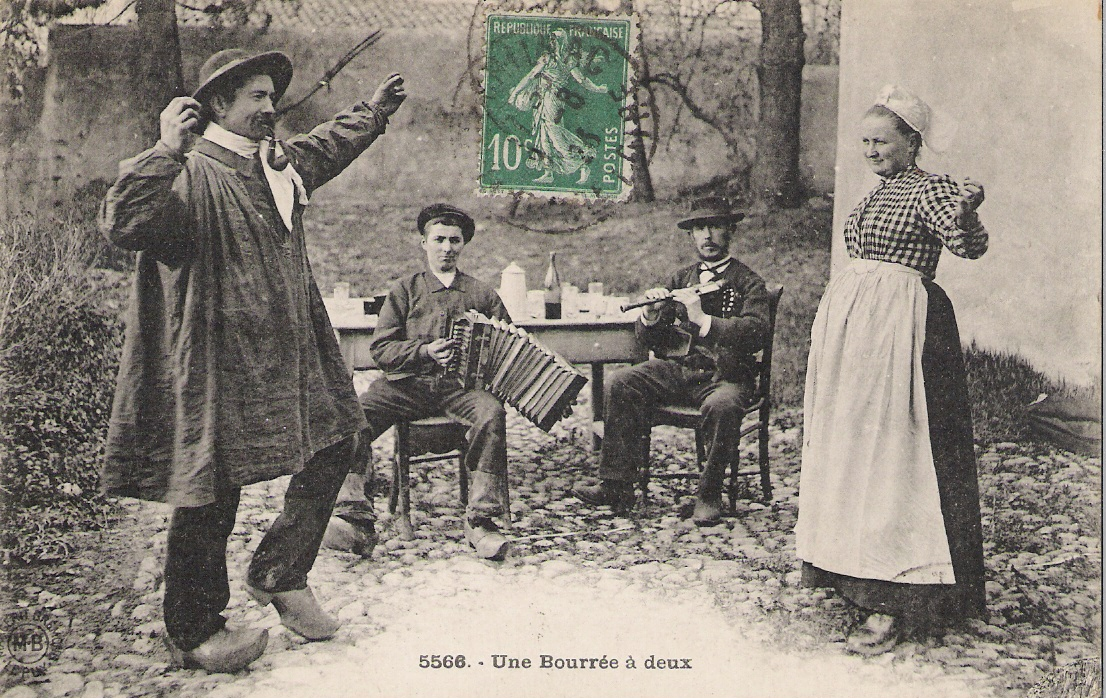
Bourrée auvergnate à deux d'Auvergne (vers 1906)

À l'origine, la bourrée est une danse traditionnelle par couple ou en groupes plus nombreux. Originaire du Massif central (France) avant le XVIe siècle, elle se distingue en quatre variétés[Information douteuse] : la bourrée auvergnate, rouergate, bourbonnaise, et celle d'Anjou.

## Forme «savante»

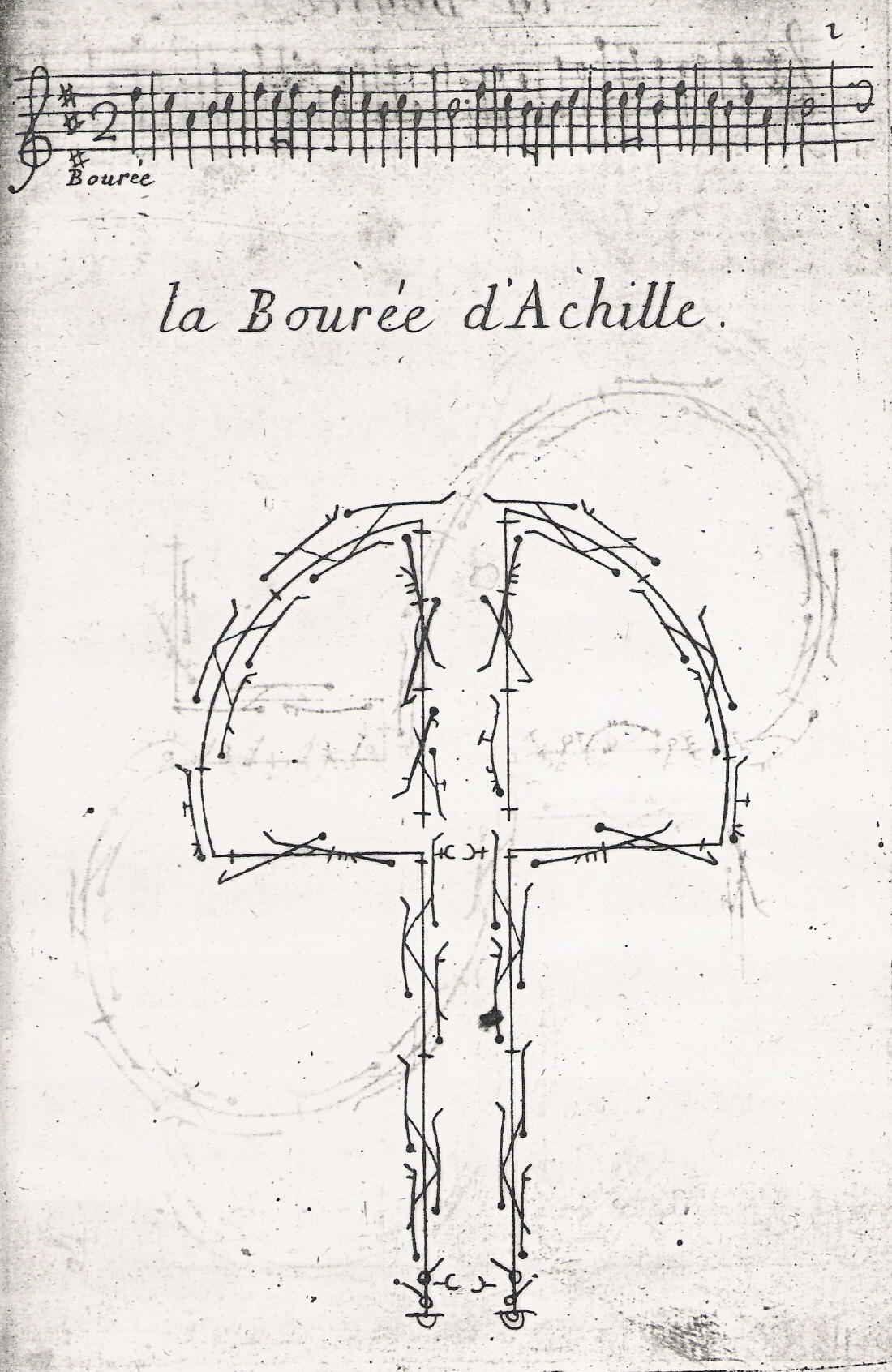
Bourrée d'Achille de Pécour notée par Feuillet (1700)

Au XVIe siècle, la bourrée est découverte par Margot de Valois lors de ses séjours en Auvergne, et c'est elle qui la rapporte à Paris pour en faire une danse de cour.
Au XVIIe siècle, la bourrée développe une forme savante qui sera présente dans les bals et au théâtre : de Lully à Rameau, de nombreux opéras et ballets contiennent des bourrées. Sa grande vogue sera surtout due à l'intégration du pas de bourrée dans les contredanses du XVIIIe siècle.
Au XIXe siècle, le pas de bourrée se codifie et devient l'un des principaux pas du ballet classique.
Dans la suite de danses, à l'époque baroque, la bourrée fait partie des « galanteries » : danses d'allure populaire pouvant prendre place entre la sarabande et la gigue. Elle est fréquemment associée à la gavotte, au menuet ou au passepied (cf. J.S. Bach, Suites françaises n° 5-6, BWV 816-817). Comme les autres « galanteries », elle est fréquemment associée à une seconde bourrée, dans le ton homonyme (ex. do majeur - do mineur) ou, plus rarement, relatif (do majeur - la mineur). Cf. J.S. Bach, Suites anglaises n° 1-2, BWV 806-807). Elle peut être aussi suivie d'un double (variation ornementale). Cf. J.S. Bach, Ouverture [Suite] pour orchestre n° 1 en do majeur, BWV 1066.
La bourrée est en général écrite à 2 temps brefs (2/2), avec un départ précédé d'une levée brève (une croche). Son tempo est vif. Son rythme se caractérise fréquemment par la présence de syncopes.
A l'audition, la bourrée peut se confondre avec la gavotte, avec laquelle elle partage la mesure et le départ en levée. Elle s'en distingue cependant par la durée de celle-ci (plus brève dans la bourrée), par le tempo plus vif, et par la présence éventuelle de syncopes. En revanche, la bourrée se distingue plus difficilement du rigaudon (ou rigodon), auquel elle est identique pour certains (Quantz).

### Définition selon l'Encyclopédie
Sous la plume de Louis de Cahusac, l'Encyclopédie en donne la définition suivante :
« BOURRÉE : espèce de danse. Elle est gaie et on croit qu'elle nous vient d'Auvergne : elle est en effet toujours en usage dans cette province. Elle est composée de trois pas joints ensemble, avec deux mouvements. On la commence par une noire en levant.
Mouret a fait de jolies bourrées ; il a porté ce genre d'airs et de danse dans ses ballets.
On l'a peu suivi, cette danse ne paroissant pas assez noble pour le théâtre de l'opéra.
La bourrée est à deux temps, et composée de deux parties, dont il faut que chacune ait quatre mesures, ou un nombre de mesures multiple de quatre. Elle diffère peu du rigaudon ».

## Formes traditionnelles
L'épicentre de cette danse semble bien être l'Auvergne mais on la retrouve aussi dans tout un grand Centre de la France qui comprend le Morvan, le Nivernais, le Forez, le bourbonnais, le Rouergue, le Quercy, le Périgord, le Haut-Agenais, le Limousin, la Marche, le Berry, la Sologne et le Poitou.
Dans le Berry, on connaît actuellement de nombreuses danses chorégraphiées, issues des collectages, principalement de Pierre Panis, mais aussi de Roger Péarron, Jean-Michel Guilcher, Madeleine Surnom, Daniel Bernard, Solange Panis, Françoise Etay et Amaury Babault : danses à deux partenaires vis-à-vis, danses en quadrette (bourrée carrée, bourrée croisée, "montagnardes" et "auvergnates"), danses à 6 (souvent appelées "branle"), en ronde, bourrées droites (Région d'Issoudun, région des Grandes Poteries et du Pays Fort), bourrées tournantes (surtout en Haut-Berry), bourrées valsées, bourrées en lignes (à 3 de Plaimpied, La Chapelotte, Les Grandes Poteries, Massay, Graçay..., à 5 comme "le sciton" à St Germain-du-Puy, à 7 à Chaudoux, voire à 8 à Poisieux) et "La moutonne" (qui utilise une ancienne figure de contredanse nommée "chaîne des lacs d'amour"). On rencontre, en Berry, à la fois des bourrées dansées sur des musiques à 2 temps (localisées dans le sud du Bas-Berry) et des bourrées sur des musiques à 3 temps.
Les bourrées bourbonnaises se dansent principalement à deux partenaires en vis-à-vis, mais aussi en "quadrettes" (formation de quatre danseurs).
En Auvergne, les bourrées sont plus improvisées, les danseurs suivant ou non les phrases musicales, souvent à 4 mesures (mais parfois à 3 ou à 5).
On danse généralement les bourrées à deux temps en posant les pieds sur le rythme suivant : 

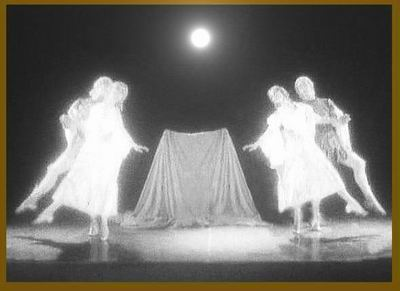
Bourrée de l’opéra-entracte
«L'Os de chagrin» (1992)

La signature rythmique est notée 2/4.
Pour les bourrées à trois temps, les pieds sont posés régulièrement, sur les trois temps de la mesure. La signature rythmique est notée 3/8.
De nombreuses bourrées chorégraphiées sont aussi issues de groupes folkloriques : la crousade, la bourrée de Saint-Flour, la galinette, etc.
Jean-Michel Guilcher et Francine Lancelot en ont fait de nombreux collectages.
La bourrée est également présente en Limousin, en Nivernais et Morvan, en Sologne, en Poitou (souvent appelées "marchoises" ou "limousines"), dans le Haut-Agenais et, dans une moindre mesure, en Ariège.
Depuis le début des années 1990, la Compagnie Crédanse (Les Gauthiers, Gennetines, Allier) crée de nouvelles chorégraphies de bourrées, faisant ainsi évoluer la danse.

## Filmographie
- Hugues Rivière, « Bourrées en Haut-Berry », éd. Vivez la Danse!, 2008 (DVD réf. VLD 001)
- Hugues Rivière, « Bourrées en Bas-Berry, volume 1 », éd. Vivez la Danse!, 2009 (DVD réf. VLD 002)
- Hugues Rivière, « Bourrées en Bas-Berry, volume 2 », éd. Vivez la Danse!, 2010 (DVD réf. VLD 003)
- Hugues Rivière, « Branles, ronds et danses diverses en Berry », éd. Vivez la Danse!, 2012 (DVD réf. VLD 004)